# René Cornu
René Cornu (né le 11 avril 1929 à Fismes et mort le 23 mars 1986 à Meudon) est un nageur français spécialiste des épreuves de demi-fond en nage libre durant les années 1940. 
Champion de France du 1 500 m nage libre en bassin de 50 mètres en 1948, il remporte la même année aux Jeux olympiques de Londres la médaille de bronze au titre du relais 4 × 200 m nage libre. 